# DREAM.9
OLYMPIA DREAM.9 フェザー級グランプリ2009 2nd ROUND（オリンピア ドリーム・ナイン フェザーきゅうグランプリにせんきゅう セカンドラウンド）は、日本の総合格闘技イベント「DREAM」の大会の一つ。2009年5月26日、神奈川県横浜市の横浜アリーナで開催された。

## 大会概要
フェザー級（-63kg）グランプリのトーナメント2回戦4試合が行われ、所英男、高谷裕之、ビビアーノ・フェルナンデス、ジョー・ウォーレンの4名が準決勝進出を決めた。
スーパーハルク（無差別級）トーナメントの1回戦4試合が行われ、ミノワマン、チェ・ホンマン、ソクジュ、ゲガール・ムサシの4名が準決勝進出を決めた。
メインイベントのDREAMミドル級王座決定戦は、グラウンド状態でのキックによりジャカレイが頭部をカットしたためノーコンテストとなった。
約1年半ぶりの復帰戦となった山本"KID"徳郁はジョー・ウォーレンに判定負けとなった。

## 試合結果
第1試合 スーパーハルクトーナメント 1回戦 1R10分、2R5分
○  ミノワマン vs.  ボブ・サップ ×
1R 1:15 アキレス腱固め
※ミノワマンがトーナメント準決勝進出。
第2試合 スーパーハルクトーナメント 1回戦 1R10分、2R5分
○  チェ・ホンマン vs.  ホセ・カンセコ ×
1R 1:17 KO（ギブアップ：パウンド）
※ホンマンがトーナメント準決勝進出。
第3試合 スーパーハルクトーナメント 1回戦 1R10分、2R5分
○  ソクジュ vs.  ヤン・"ザ・ジャイアント"・ノルキヤ ×
1R 2:29 KO（パウンド）
※ソクジュがトーナメント準決勝進出。
第4試合 スーパーハルクトーナメント 1回戦 1R10分、2R5分
○  ゲガール・ムサシ vs.  マーク・ハント ×
1R 1:19 アームバー（ストレートアームバー）
※ムサシがトーナメント準決勝進出。
第5試合 ライト級ワンマッチ 1R10分、2R5分
○  川尻達也 vs.  J.Z.カルバン ×
2R終了 判定3-0
第6試合 フェザー級グランプリ 2回戦 1R10分、2R5分
○  所英男 vs.  エイブル・カラム ×
2R 1:38 チョークスリーパー
※所がグランプリ準決勝進出。
第7試合 フェザー級グランプリ 2回戦 1R10分、2R5分
○  高谷裕之 vs.  前田吉朗 ×
1R 9:40 TKO（レフェリーストップ：右フック→パウンド）
※高谷がグランプリ準決勝進出。
第8試合 フェザー級グランプリ 2回戦 1R10分、2R5分
○  ビビアーノ・フェルナンデス vs.  今成正和 ×
2R終了 判定3-0
※フェルナンデスがグランプリ準決勝進出。
第9試合 フェザー級グランプリ 2回戦 1R10分、2R5分
○  ジョー・ウォーレン vs.  山本"KID"徳郁 ×
2R終了 判定2-1
※ウォーレンがフェザー級グランプリ準決勝進出。
第10試合 DREAMミドル級王座決定戦 1R10分、2R5分
－  ホナウド・ジャカレイ vs.  ジェイソン・"メイヘム"・ミラー －
1R 2:33 ノーコンテスト（反則）